# Almadraba

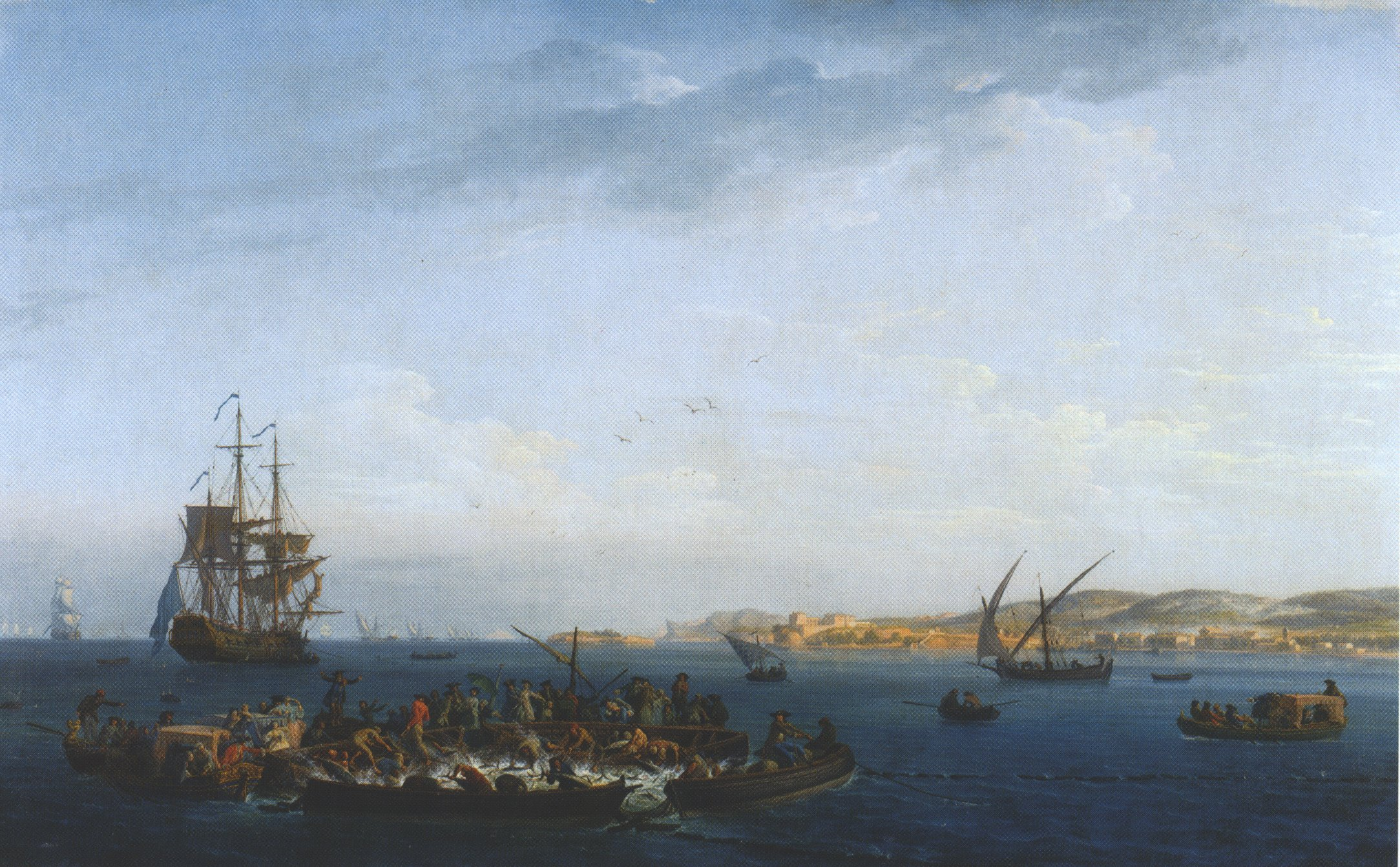
La Madrague vor dem kleinen Hafen von Bandol. Claude Joseph Vernet, 1755. Louvre.

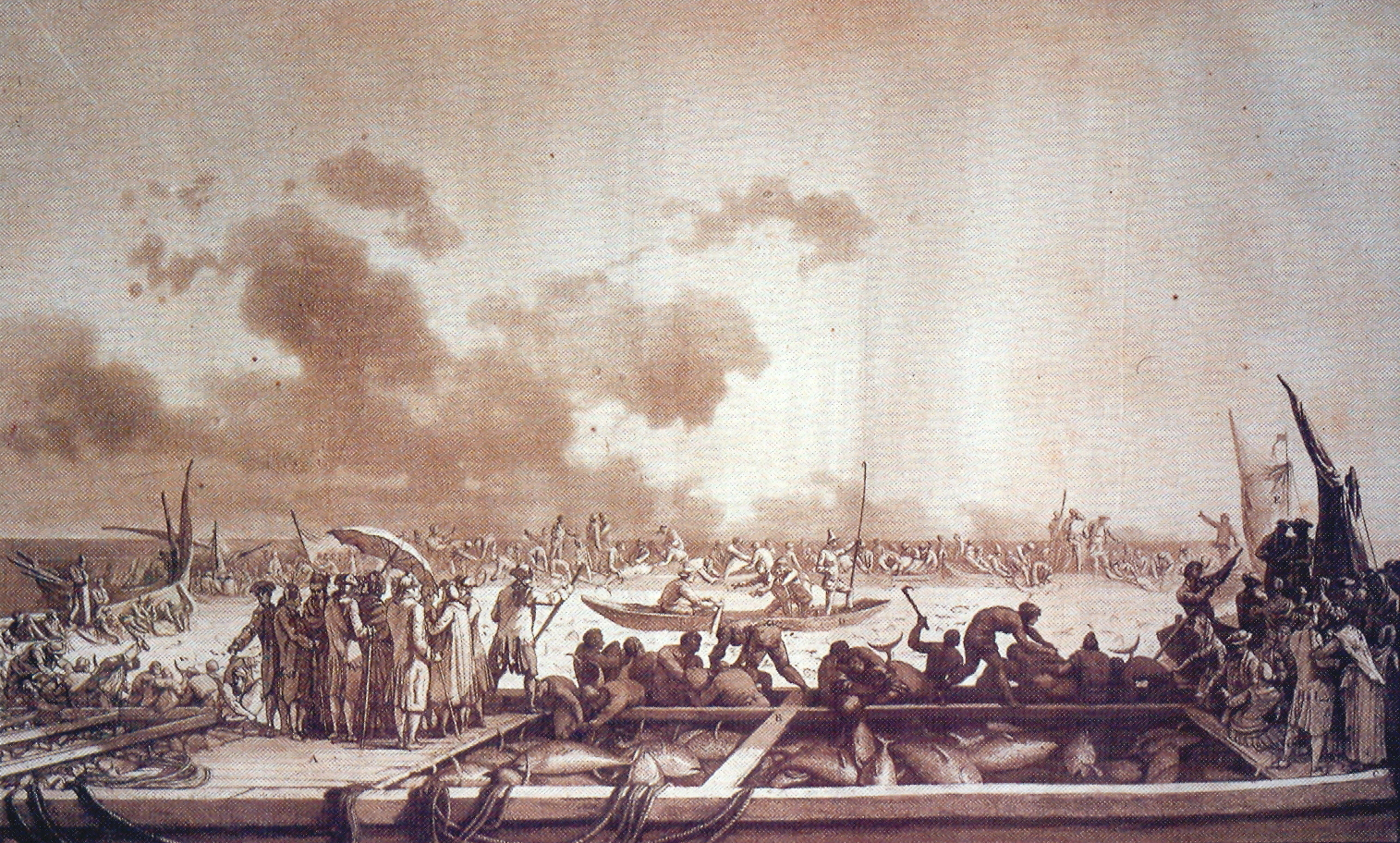
Thunfischfang
Radierung von Jean-Pierre Houël, 1782.

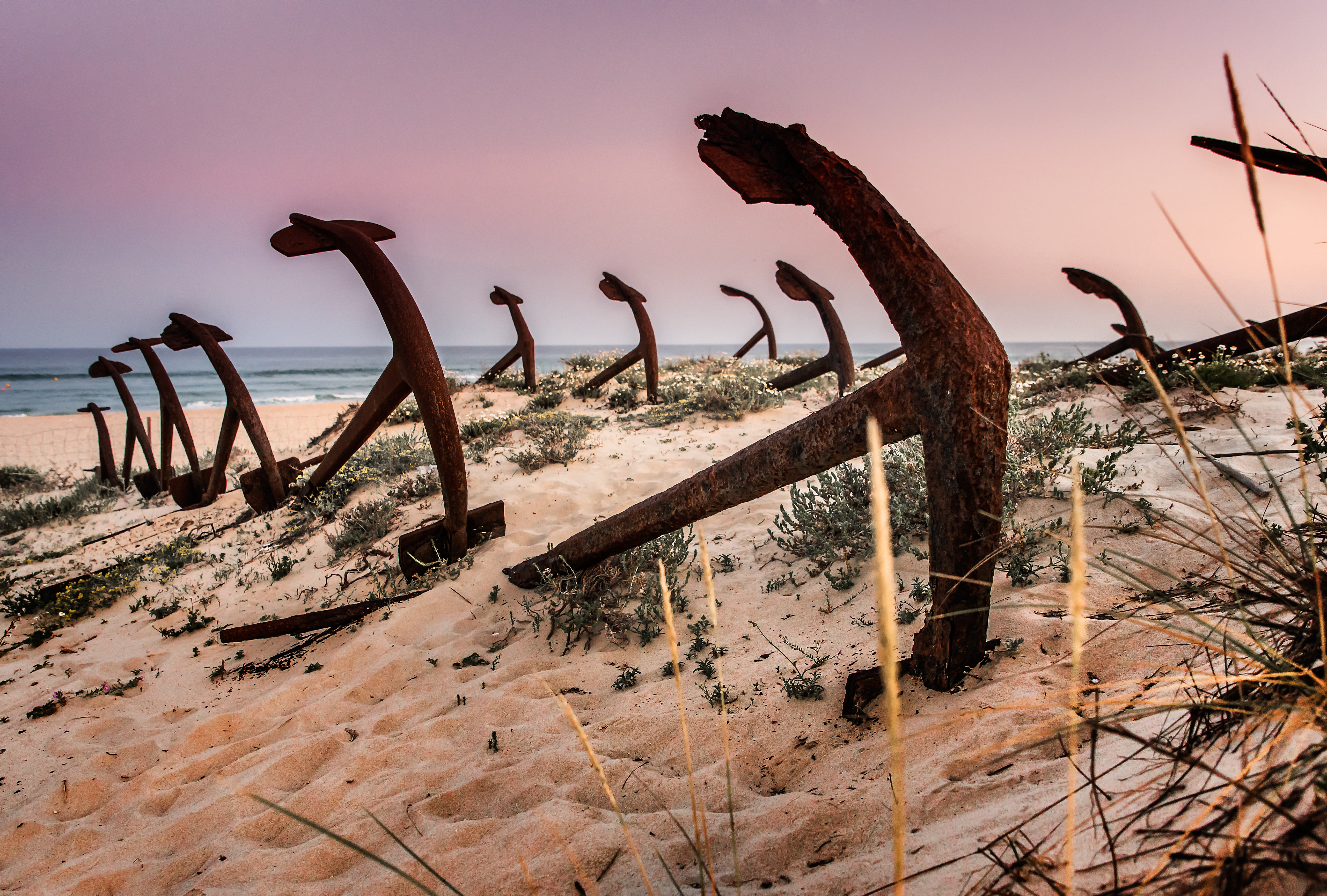
Verlassene Anker auf der Ilha de Tavira, Portugal als Folge des Niedergangs der Almadraba-Tradition

Almadraba bezeichnet sowohl Fangeinrichtung als auch eine traditionelle Art des Thunfischfangs auf der Iberischen Halbinsel. Das arabische Wort مضربة / maḍraba bedeutet ursprünglich „Ort, an dem geschlagen wird“. In Aufzeichnungen des 18. Jahrhunderts wird die Bezeichnung „matanza“ (deutsch: Schlachtung) für den Fang und den Fangvorgang verwendet. In Portugal ist der entsprechende Begriff armações do atum, in Frankreich/Marokko madrague, in Italien, besonders in Sizilien, mattanza.

## Geschichte
Diese Fischfangmethode wurde seit der Antike in den ufernahen Gewässern betrieben, die Phönizier haben damit begonnen, die Römer und nach ihnen die Mauren haben die Technik weiterentwickelt. Das Prinzip der Almadraba beruht darauf, dass die Thunfische (Roter Thun (Thunnus thynnus)) sich im Atlantik und Mittelmeer auf denselben Routen bewegen: Im Frühjahr ziehen sie von den nährstoffreichen kalten Gewässern des Atlantiks mit Fettpolstern durch die Straße von Gibraltar ins wärmere Mittelmeer, um dort zu laichen. Und im Herbst treten die Jungtiere die Rückreise nach Norden an.
Die Herzöge von Medina Sidonia genossen während eines Großteils des Mittelalters und der Neuzeit das Privileg des Monopols über die Fallen an der andalusischen Atlantikküste, bis es im zweiten Jahrzehnt des 19. Jahrhunderts abgeschafft wurde. Aus der ersten Hälfte des 20. Jahrhunderts sind aus der Iberischen Halbinsel etliche Verordnungen zur Regulierung der Almadrabas bekannt. Im 21. Jahrhundert findet die Fangmethode immer seltener Anwendung, da der Thunfisch durch industrielle Überfischung internationaler Fischfangflotten vom Aussterben bedroht ist und die Fangergebnisse schon ab der zweiten Hälfte des 20. Jahrhunderts aus wirtschaftlichen Gründen vielerorts zur Einstellung des Betriebs führten.

## Fangmethode
Hierfür verwenden die Fischer Stellnetze, die am Grund des Meeres mit Ankern befestigt wurden und als Fischzaun wirken. Saison für die Almadraba war das Frühjahr, insbesondere die Monate April und Mai.

## Verbreitung
Aus Aufzeichnungen und teilweise erhaltenen Almadrabas lassen sich Orte nachweisen, an denen diese Fangmethode praktiziert wurde. Der Fang nach dieser Methode wird noch in folgenden Orten der Region Andalusien ausgeübt: Cádiz, Chiclana de la Frontera, Conil de la Frontera, Barbate, Rota, Zahara de los Atunes, La Línea de la Concepción, Punta Umbría, Isla Cristina, Ceuta und Tarifa. Weitere Orte der Region Cartagena und der Provinz Alicante zählen ebenfalls zu den Fangorten.

## In der Kunst
- A Almadraba Atuneira, Ethnologischer Film, Regie: António Campos 1961, 27 Minuten
- Roberto Rossellini, schilderte in seinem Film Stromboli (1950) diese Art des Thunfischfangs.